# محمد بن جعفر الخرائطي
محمد بن جعفر الخرائطي أحد رواة الحديث النبوي، اسمه أبو بكر محمد بن جعفر بن محمد بن سهل الخرائطي السامري ، ولد في بلدة السامرة بفلسطين عام 240 هـ الموافق 854 ، وحدث بدمشق وبعسقلان، وصنف الكثير من الكتب وكان من الأعيان الثقات في الحديث ، توفي في مدينة يافا بفلسطين عام 327 هـ الموافق 939.

## شيوخه
سمع الحديث من الحسن بن عرفة، وعلي بن حرب ، وعمر بن شبة ، وسعدان بن نصر ، وسعدان بن يزيد ، وحميد بن الربيع ، أحمد بن منصور الرمادي ، وأحمد بن بديل ، وشعيب بن أيوب .

## تلاميذه
حدث عنه : أبو سليمان بن زبر ، وأبو علي بن مهنا الدراني ، ومحمد وأحمد ابنا موسى السمسار ، والقاضي يوسف الميانجي ، وعبد الوهّاب الكلابي ، ومحمد بن أحمد بن عثمان بن أبي الحديد.

## مصنفاته
1. اعتلال القلوب.
2. مساوئ الأخلاق.
3. مكارم الأخلاق.
4. المنتقى من كتاب مكارم الأخلاق ومعاليها .
5. فضيلة الشكر لله على نعمته .
6. هواتف الجنان.